# Richard Kucharczyk
Richard Kucharczyk (* 26. August 1908 in Gleiwitz; † 1985) war ein deutscher Kommunist. Er war Häftling im KZ Lichtenburg und im KZ Buchenwald und beteiligt am Widerstandskampf der Internationalen Militärorganisation der Häftlinge.

## Lebensdaten
Kucharczyk hatte nach dem Schulbesuch den Klempnerberuf erlernt. Er wurde 1933 verhaftet und im Emslandlager interniert. Wegen illegaler Widerstandstätigkeit wurde er zu einer Gefängnisstrafe verurteilt und anschließend in das KZ Lichtenburg überstellt. Mit seiner Gründung kam er im Juli 1937 als Häftling mit der Häftlingsnummer 921 in das KZ Buchenwald. Wegen seiner fachlichen Kenntnisse wurde er zu Arbeiten am Wasser- und Abwassersystem des Lagers eingesetzt. Das illegale Parteiaktiv der Kommunistischen Partei Deutschlands (KPD) beauftragte ihn, bei der Herstellung und dem Versteck von Handgranaten für den militärischen Widerstand mitzuwirken. Aufgrund seiner Polnischkenntnisse konnte er den Kontakt zu polnischen Häftlingen herstellen.
Nach der Befreiung von der NS-Herrschaft wurde er Mitarbeiter der Kriminalpolizei Weimar und Ausbilder in der Deutschen Volkspolizei. Im Jahre 1949 wurde er als erster hauptamtlicher Mitarbeiter der Gedenkstätte Buchenwald eingestellt und hatte den Ehrenhain gärtnerisch zu gestalten. Später war er als Leiter der pädagogischen Abteilung tätig und führte Personengruppen durch die Gedenkstätte.
Das Kreisgericht Weimar führte am 10. Dezember 1985 im ehemaligen KZ Buchenwald auf Ersuchen des Landgerichts Krefeld eine Ortsbesichtigung durch. Die gerichtliche Augenscheinseinnahme erfolgte in Gegenwart von Richtern, Staatsanwälten und Rechtsanwälten aus der Bundesrepublik Deutschland, die an dem Krefelder Strafverfahren gegen den früheren Buchenwalder SS-Stabsscharführer Wolfgang Otto beteiligt waren. Wolfgang Otto stand unter der Anklage, in der Nacht vom 17. zum 18. August 1944 an der Ermordung Ernst Thälmanns teilgenommen zu haben. Das Gericht der DDR besichtigte den Tatort und machte Aussagen von Zeugen zum Gegenstand der Beweisaufnahme. Außerdem wurde der Staatsbürger der DDR Richard Kucharczyk gehört, der zur Tatzeit Häftling des Konzentrationslagers Buchenwald war.

## Auszeichnungen
- 1968 Vaterländischer Verdienstorden in Silber und 1978 in Gold